# Національна конфедерація праці
Confederación Nacional del Trabajo (Національна конфедерація праці, скорочено CNT) — об'єднання (конфедерація) анархо-синдикалістських профспілок Іспанії.

## Історія
CNT була заснована в Барселоні 1910 року шляхом злиття кількох об'єднань робітників. З 30 жовтня по 1 листопада 1910 відбулося її становлення і затвердження статуту. Першим генеральним секретарем Національної конфедерації праці став Хосе Негре. Перший з'їзд відбувався протягом 8-11 вересня 1911 року. До 1914 року організація існувала в підпіллі. У 1919 році до CNT приєдналася «Національна федерація землевласників». Організація таємно знаходилася під керівництвом Федерації анархістів Іберії (FAI). У ній домінували анархістські ідеї Бакуніна. Під час Громадянської війни в Іспанії підтримали республіканців у боротьбі проти франкістів. Саме під керівництвом CNT була створена Регіональна рада оборони Арагону.